# Рабин, Мэттью
Мэттью Рабин (англ. Matthew Rabin; род. 27 декабря 1963) — американский экономист, значительно развивший экономическую науку с помощью внедрения психологически достоверных предпосылок в экономический анализ.
Бакалавр (1984) университета Висконсин-Мэдисон, доктор философии (1989) Массачусетского технологического института. С 1989 по 2014 год преподавал (профессор с 1999) в Калифорнийском университете (Беркли). Награждён медалью Дж. Б. Кларка (2001). С 2014 года преподаёт поведенческую экономику в Гарвардском университете.
Основными предметами интереса Рабина являются предпочтения с точками отсчёта, проблемы самоконтроля, неэгоистические предпочтения экономических агентов, ошибки в оценке вероятностей и другие темы, помогающие «очеловечить» экономическую теорию путем рассмотрения поведенческих аномалий, принимающих системный характер.

## Некоторые награды
Достижения Мэттью Рабина были не раз признаны мировым научным сообществом:
- «Очень склонный к выражению своего мнения» — старшая школа Спрингбрука, 1981,
- 2001 — Медаль Джона Бейтса Кларка,
- 2001—2005 — Стипендия Мак-Артура,
- 2006 — Медаль Джона фон Неймана.

## Частичная библиография
- Rabin, Matthew. «Communication between Rational Agents.» Journal of Economic Theory, Volume 51, Issue 1, June 1990, Pages 144—170;
- Rabin, Matthew. «Incorporating Fairness into Game Theory and Economics.» The American Economic Review, vol. 83, no. 5, 1993, pp. 1281—1302. JSTOR, www.jstor.org/stable/2117561.;
- Farrell, Joseph, and Matthew Rabin. 1996. «Cheap Talk.» Journal of Economic Perspectives, 10 (3): 103—118.;
- Rabin, Matthew. «Psychology and Economics.» Journal of Economic Literature, vol. 36, no. 1, 1998, pp. 11-46. JSTOR, www.jstor.org/stable/2564950.;
- O’Donoghue, Ted, and Matthew Rabin. 1999. «Doing It Now or Later.» American Economic Review, 89 (1): 103—124.;
- Gary Charness, Matthew Rabin, Understanding Social Preferences with Simple Tests, The Quarterly Journal of Economics, Volume 117, Issue 3, August 2002, Pages 817—869;
- Botond Kőszegi, Matthew Rabin, A Model of Reference-Dependent Preferences, The Quarterly Journal of Economics, Volume 121, Issue 4, November 2006, Pages 1133—1165.

## Интересные факты
Мэттью Рабин известен в научном сообществе как яркая личность с незаурядным чувством юмора. К примеру, в типичном для сайтов большинства ученых разделе «Незавершенные исследования» Мэттью Рабин пародирует названия научных статей: «Экономика высокой травы и полевых цветов: Полевой эксперимент», «Это название закончено? Свидетельства из», «Есть ли в названиях статей вопросительные предложения? Свидетельства из предыдущего предложения», «Расставляют ли люди знаки препинания правильно. Теория и свидетельства;».